# Chà Nưa
Chà Nưa là một xã thuộc huyện Nậm Pồ, tỉnh Điện Biên, Việt Nam.

## Địa lý
Xã Chà Nưa nằm ở phía đông huyện Nậm Pồ, có vị trí địa lý:
- Phía đông giáp xã Chà Tở và xã Phìn Hồ
- Phía tây giáp xã Chà Cang và xã Nà Hỳ
- Phía nam giáp xã Phìn Hồ và Lào
- Phía bắc giáp xã Chà Cang và xã Chà Tở.

Xã Chà Nưa có diện tích 98,36 km², dân số năm 2022 là 3.041 người, mật độ dân số đạt 30 người/km².

## Hành chính
Xã Chà Nưa được chia thành 6 bản.

## Lịch sử
Ngày 26 tháng 5 năm 1997, Chính phủ ban hành Nghị định số 52-CP về việc thành lập xã Si Pa Phìn trên cơ sở 27.098 ha diện tích tự nhiên và 4.789 người của xã Chà Nưa.
Sau khi điều chỉnh địa giới hành chính, xã Chà Nưa còn lại 15.400 ha diện tích tự nhiên và 2.577 nhân khẩu.
Ngày 26 tháng 11 năm 2003, Quốc hội ban hành Nghị quyết số 22/2003/QH11 về việc chuyển xã Chà Nưa thuộc huyện Mường Chà, tỉnh Lai Châu về tỉnh Điện Biên mới thành lập quản lý.
Ngày 2 tháng 3 năm 2005, Chính phủ ban hành Nghị định số 25/2005/NĐ-CP về việc đổi tên huyện Mường Lay thành huyện Mường Chà và xã Chà Nưa thuộc huyện Mường Chà mới đổi tên quản lý.
Ngày 14 tháng 11 năm 2006, Chính phủ ban hành Nghị định số 135/2006/NĐ-CP về việc thành lập xã Phìn Hồ trên cơ sở điều chỉnh 5.002 ha diện tích tự nhiên và 1.057 nhân khẩu của xã Chà Nưa.
Sau khi điều chỉnh địa giới hành chính, xã Chà Nưa còn lại 9.832,37 ha diện tích tự nhiên và 2.098 nhân khẩu.
Ngày 25 tháng 8 năm 2012, Chính phủ ban hành Nghị quyết số 45/NQ-CP về việc chuyển xã Chà Nưa thuộc huyện Mường Chà về huyện Nậm Pồ mới thành lập quản lý.
Ngày 6 tháng 9 năm 2012, UBND tỉnh Điện Biên ban hành Quyết định số 819/QĐ-UBND về việc:
- Thành lập bản Hô Bai trên cơ sở một phần của bản Nà Cang.
- Thành lập bản Nà Sự 1 và bản Nà Sự 2 trên cơ sở toàn bộ bản Nà Sự.

Ngày 6 tháng 12 năm 2019, HĐND tỉnh Điện Biên ban hành Nghị quyết số 148/NQ-HĐND về việc:
- Sáp nhập bản Hô Bai vào bản Nà Cang.
- Thành lập bản Nà Sự trên cơ sở bản Nà Sự 1 và bản Nà Sự 2.
- Thành lập bản Nà Ín trên cơ sở bản Nà Ín 1 và bản Nà Ín 2.